# El Esfuerzo, Las Choapas
El Esfuerzo är en ort i Mexiko.   Den ligger i kommunen Las Choapas och delstaten Veracruz, i den sydöstra delen av landet, 600 km öster om huvudstaden Mexico City. El Esfuerzo ligger 27 meter över havet och antalet invånare är 143.
Terrängen runt El Esfuerzo är platt åt nordväst, men åt sydost är den kuperad. Terrängen runt El Esfuerzo sluttar norrut. Runt El Esfuerzo är det ganska glesbefolkat, med 29 invånare per kvadratkilometer. Närmaste större samhälle är Alto Uxpanapa, 12,1 km öster om El Esfuerzo. Omgivningarna runt El Esfuerzo är en mosaik av jordbruksmark och naturlig växtlighet.